# 徐远 (北朝)
徐远（？—？），字彦遐，广宁郡石门县（今山西省晋中市寿阳县）人，祖籍高平郡，北魏、东魏、北齐官员。

## 生平
徐远的曾祖徐定是北魏云中军将、平朔戍主，因此在朔州定居。徐远少年时学习官吏的事务，郡中征辟他出任功曹。没多久，徐远和太守率领百姓投奔起兵的高欢，徐远代理防城都督，出任癭陶县县令。高欢因为徐远熟悉文书和筹算，任命他出任丞相骑兵参军事，徐远经常参与征战的军事事务，深为高欢赏识。徐远历任钜鹿郡、陈留郡二郡太守。天保初年，徐远被御史弹劾，遇到赦免，两年没有被起用。齐文宣帝高洋认为徐远是功勋旧臣，特别任用他出任领军府长史，徐远屡次升任东徐州刺史，入朝出任太中大夫。河清初年，徐远加卫将军。河清二年（563年），徐远出任使持节、都督东楚州诸军事、东楚州刺史。天统二年（566年），徐远加仪同三司、卫尉。天统四年（568年），徐远加开府、右光禄大夫，又加特进，封新阳郡王。武平初年，徐远去世。
徐远行政崇尚宽和，有恩惠。在东楚州的时候，当年冬天城中大火，城中百姓失去了产业，徐远亲自前往救火，对着百姓留下眼泪，帮助他们经营产业，百姓都得到安置。长子徐世荣，担任中书舍人、黄门侍郎。

## 家庭

### 父亲
- 徐寔，北魏殿中尚书、光禄勋[1]

### 儿子
- 徐世荣，北齐中书舍人、黄门侍郎
- 徐景荣，隋朝奉车都尉、内书舍人、真州刺史、新阳郡公[1]